# Liden, Skellefteå kommun
För andra betydelser, se Liden (olika betydelser).
Liden är en bebyggelse i Byske socken i Skellefteå kommun i Västerbottens län. SCB avgränsade här före 2018 en småort, som 2018 räknades som sammanvuxen med tätorten Frostkåge och del av denna.